# Albert Batzill
Albert Batzill (Friedrichshafen, 14 de diciembre de 1952) es un deportista alemán que compitió para la RFA en vela en las clases Flying Dutchman y Soling. Su hermano Rudolf también compitió en vela.
Ganó siete medallas en el Campeonato Mundial de Flying Dutchman entre los años 1978 y 1990, y tres medallas en el Campeonato Europeo de Flying Dutchman entre los años 1975 y 1991. Además, obtuvo una medalla de plata en el Campeonato Mundial de Soling de 1993 y una medalla de plata en el Campeonato Europeo de Soling de 1993.
Participó en dos Juegos Olímpicos de Verano, ocupando el octavo lugar en Seúl 1988 y el quinto en Barcelona 1992, en la clase Flying Dutchman.

## Palmarés internacional
| Representando a la RFA |                            |                   |                 |
| Campeonato Mundial     |                            |                   |                 |
| Año                    | Lugar                      | Medalla           | Clase           |
| 1978                   | Isla Hayling (Reino Unido) | Medalla de oro    | Flying Dutchman |
| 1980                   | Malmö (Suecia)             | Medalla de plata  | Flying Dutchman |
| 1981                   | Palamós (España)           | Medalla de oro    | Flying Dutchman |
| 1984                   | La Rochelle (Francia)      | Medalla de oro    | Flying Dutchman |
| 1986                   | Río de Janeiro (Brasil)    | Medalla de plata  | Flying Dutchman |
| 1989                   | Alassio (Italia)           | Medalla de oro    | Flying Dutchman |
| 1990                   | Newport (Estados Unidos)   | Medalla de bronce | Flying Dutchman |
| Campeonato Europeo     |                            |                   |                 |
| Año                    | Lugar                      | Medalla           | Clase           |
| 1975                   | Travemünde (RFA)           | Medalla de plata  | Flying Dutchman |
| 1988                   | Palma de Mallorca (España) | Medalla de bronce | Flying Dutchman |
| 1991                   | Abersoch (Reino Unido)     | Medalla de bronce | Flying Dutchman |

| Representando a Alemania |                      |                  |        |
| Campeonato Mundial       |                      |                  |        |
| Año                      | Lugar                | Medalla          | Clase  |
| 1993                     | Falero (Grecia)      | Medalla de plata | Soling |
| Campeonato Europeo       |                      |                  |        |
| Año                      | Lugar                | Medalla          | Clase  |
| 1993                     | Portorož (Eslovenia) | Medalla de plata | Soling |